# Giovanni Larber
Giovanni Larber (Crespano del Grappa, 1703 – Cavaso, 14 maggio 1761) è stato un botanico e medico italiano.

## Biografia
Figlio d'arte, discendente da una rinomata famiglia di medici specializzati, nacque da Angela Bosa di Borso, seconda moglie del medico-chirurgo Giacomo Antonio Larber; da loro Giovanni ebbe anche due sorelle.
Si formò, e conseguì presto la laurea, a Padova, accompagnato da illustri personalità dell'epoca quali Alessandro Knips Macoppe e Giovanni Battista Morgagni.